# La Serna
La Serna – gmina w Hiszpanii, w prowincji Palencia, w Kastylii i León, o powierzchni 12,3 km². W 2011 roku gmina liczyła 113 mieszkańców.